# Kwartierstaat
In de genealogie is een kwartierstaat een opstelling van de kwartierdragers of probanden (degenen van wie men uitgaat) met alle directe voorouders in mannelijke en vrouwelijke lijn. Indien er geen sprake is van inteelt, verdubbelt per generatie het aantal personen.
Een kwartierstaat lijkt een beetje op een omgedraaid parenteel.
De naam is afgeleid van de vier kwartieren van een wapenschild, waarin men dan de wapens van de vier grootouders plaatste.
Wat veel mensen leuk vinden aan kwartierstaatonderzoek, is dat men allerlei familienamen tegenkomt, die uit grote delen van je eigen land of daarbuiten kunnen komen. Dit in tegenstelling tot bijvoorbeeld een stamreeks, die in principe beperkt is tot de eigen familienaam.

## De nummering van de kwartierstaat
Personen in een kwartierstaat worden meestal genummerd volgens het Kekulé-systeem (naar Stephan Kekulé von Stradonitz). De persoon van wie men uitgaat is de probandus (m.) of probanda (v.) (Latijn), in het Nederlands proband(en) of kwartierdrager(s) genaamd, krijgt/krijgen nummer 1. De vader krijgt nummer 2, moeder nummer 3, de vader van de vader nummer 4, etc. Het nummer van een vader van een persoon is af te leiden door het nummer van de persoon met 2 te vermenigvuldigen. Het nummer van de moeder is 1 hoger dan het nummer van de vader. Met uitzondering van de proband heeft iedere man een even nummer (twee keer zo veel als het nummer van zijn kind), terwijl iedere vrouw een oneven nummer heeft, namelijk dat van haar man + 1.

## Boomvorm
Een kwartierstaat is een voorbeeld van een binaire boom, waarbij de proband de stam vormt. In principe is er één proband, maar soms worden alle broers en zussen (die immers dezelfde voorouders hebben) vermeld. Een kwartierstaat wordt meestal in een tekst weergegeven. Hieronder staat een grafisch overzicht.

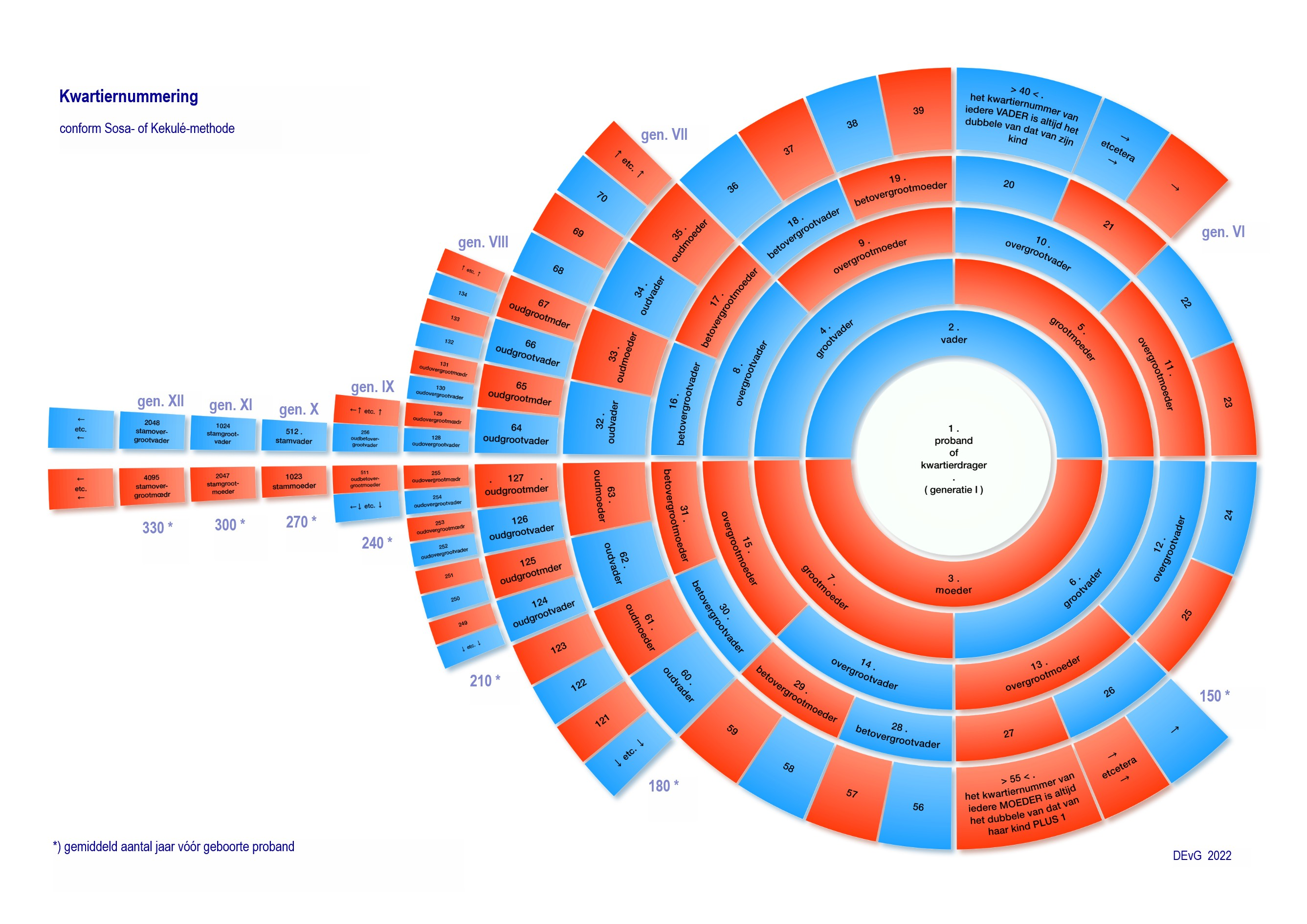

## Gegevens
Per voorouder wordt het kwartiernummer weergegeven. De partner wordt apart weergegeven, want deze heeft een eigen kwartiernummer.
Deze gegevens worden zo veel mogelijk als een doorlopende zin weergegeven, bijvoorbeeld:

2. A, geboren 1 januari 1900 te B, trouwt 1 januari 1920 te C met 3.

3. D, geboren 1 januari 1901 te E.

Soms volgt daaronder een lijst met kinderen en hun geboortegegevens.

Naast de genoemde basisgegevens kunnen extra gegevens worden vermeld zoals religie, beroep, bezittingen, eventuele wetsovertredingen en diverse anekdotes.

## Kwartierherhaling en -verlies
In elke kwartierstaat zal kwartierverlies optreden. Bovendien is, als men ver genoeg teruggaat, kwartierherhaling onvermijdelijk.
Kwartierherhaling betekent dat dezelfde voorouder meermalen voorkomt. Dat zal al snel optreden als de voorouders in een klein geografisch gebied woonden of in een kleine sociale kring verkeerde, zoals bijvoorbeeld bij hoge adel. Gaat men veel generaties terug, dan is dit verschijnsel onvermijdelijk. Zou dat niet het geval zijn, dan zou men dertig generaties geleden meer voorouders hebben dan er toentertijd mensen op aarde leefden.
Kwartierverlies treedt op wanneer een voorouder niet bekend is.
Op den duur zal ieder onderzoek stoppen doordat iemands ouders niet bekend zijn.

## Wetenswaardig
Voor de admissie tot de Duitse Orde waren oorspronkelijk vier vaderlijke en vier moederlijke adellijke kwartieren vereist. Op initiatief van de grootmeester Johann Caspar von Ampringen werd door het Grootkapittel in 1671 besloten dat de Ridders van de Duitse Orde 16 adellijke kwartieren moesten voorleggen om opgenomen te worden in deze orde.

## De kwartierstaat in het adels- en ordenrecht

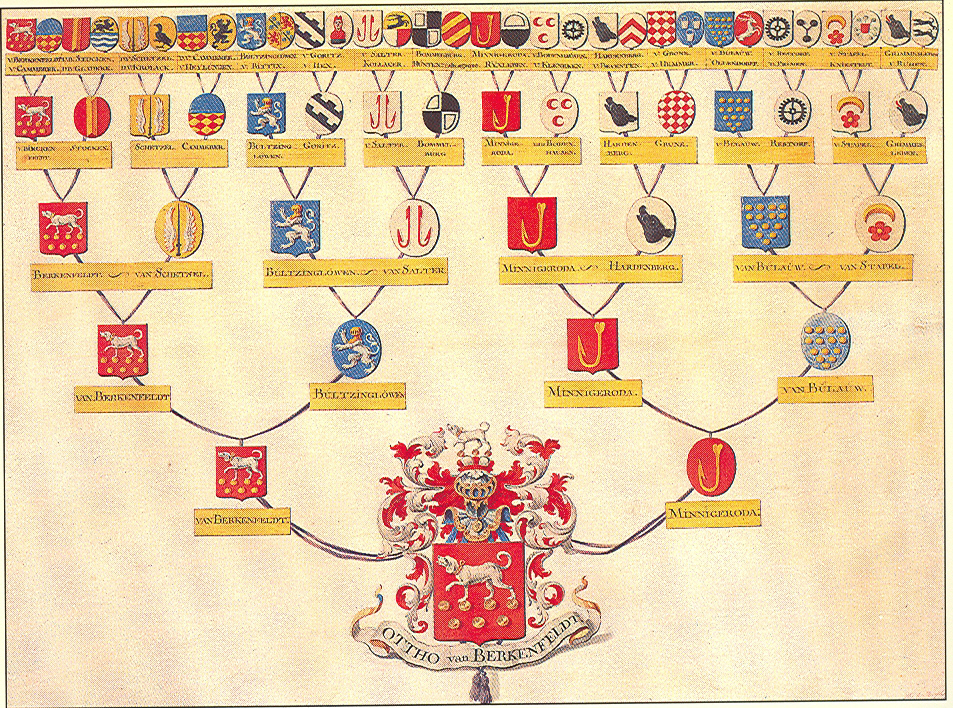
De 32 kwartieren van Ottho van Berkenfeldt

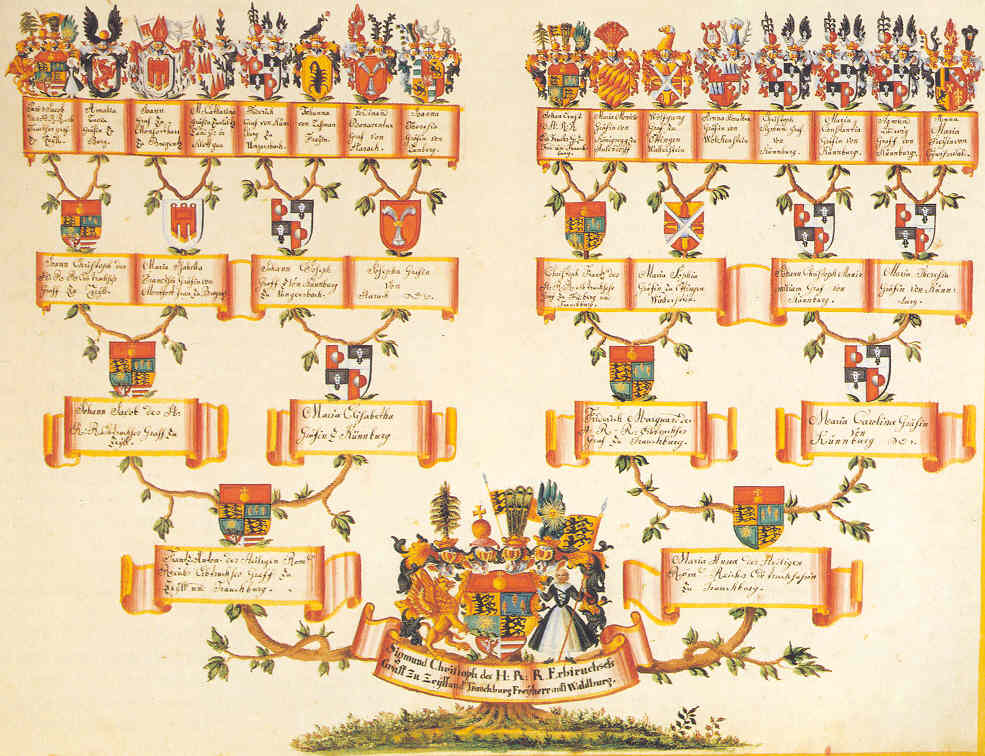
De 16 kwartieren van Graaf Waldburg

Het begrip kwartierstaat is voortgekomen uit de in sommige landen gebruikelijke heraldische techniek van het kwartileren van het wapenschild. Een wapenschild laat dan na enige generaties vier of meer kwartieren zien.
De gesloten kaste van de edelen accepteerde liever geen ridders of huwelijkspartners met een ouder of grootouder die niet van adel was. Een edelman poogde daarom met de kwartierstaat aan te tonen dat al zijn grootouders of zelfs overgrootouders gerechtigd waren om een wapen te voeren.
In deze zin duidt de kwartierstaat ook de vaak fraai versierde stambomen met wapenschilden aan die genealogen en heraldici voor de adel tekenen. De adel liet met adelproeven vaststellen of kandidaten voor functies en zelfs opleidingen wel van adel waren.
Een aantal ridderorden eist nog steeds dat de ridders of dames vier, acht, zestien of zelfs tweeëndertig adellijke kwartieren kunnen tonen. Twee hoge orden, de Orde van het Gulden Vlies en de Orde van de Kousenband doen dat niet. De keuze van vliesridders viel altijd op edelen en de ridders van de Kousenband verwerven adeldom door hun benoeming.
Bij acht kwartieren spreekt men in Duitsland van "Stiftadel" omdat dames met acht adellijke overgrootouders in adellijke stiften mochten intreden. Toch waren er stiften die hogere of meer specifieke eisen stelden, bijvoorbeeld over de Duitse herkomst van de voorouders, hun rang binnen de adel en hun godsdienst.
Ook voor functies in bepaalde hofhoudingen (het Weense hof was bijzonder streng) waren dergelijke kwartierstaten onontbeerlijk.